# Ángel Velasco González
Ángel Velasco González (Renedo de Esgueva, 2 de agosto de 1863-Valladolid, 20 de febrero de 1927) fue un dulzainero y constructor de dulzainas español.

## Biografía
Natural de Renedo de Esgueva, se trasladó a Valladolid e inició allí su actividad. Instaló su taller y tienda de instrumentos musicales en el centro de la ciudad, pasando por varias ubicaciones (calle de Teresa Gil, posteriormente en la calle de Montero Calvo y finalmente en la calle de Calixto Fernández de la Torre).
Fue maestro de Agapito Marazuela y es el autor de la introducción de llaves en la tradicional dulzaina castellana, pasando este instrumento de ser diatónico a cromático gracias a esta innovación.